# Pasteur (téléfilm)
Pour les articles homonymes, voir Pasteur.
Pasteur est un documentaire-fiction français, réalisé par Alain Brunard et diffusé le 29 mars 2011 sur France 2.

## Synopsis
Nous sommes au XIXe siècle ; quelques pays souffrent de diverses maladies, notamment de la rage en France. Pasteur, un chimiste, va tenter de trouver un remède. Le film ne se limite pas à cette quête d'un vaccin; nous avons des détails sur la vie de Pasteur ainsi que sur ses combats pour démontrer la présence de micro-organismes; de plus ce film nous donne un exemple de démarche scientifique (observation, démonstration et conclusion).

## Fiche technique
- Réalisateur : Alain Brunard
- Scénario : Yann Le Gal, Marie-Noëlle Himbert et Alain Brunard
- Narration : Denis Podalydès
- Durée : 85 minutes
- Pays :  France
- Date de diffusion : 29 mars 2011 sur France 2

## Distribution
- André Marcon : Louis Pasteur
- Bruno Todeschini : le docteur Émile Roux, proche collaborateur de Pasteur
- Marie Bunel : Marie Pasteur, la femme de Louis
- Amir Ben Abdelmoumen : Joseph Meister, le jeune alsacien de 9 ans
- David Quertigniez : Adrien Loir, neveu et assistant de Pasteur
- Jean-Henri Compère : Jacques-Joseph Grancher
- Leatitia Reva : Angélique Meister, la mère de Joseph
- Daniel Hanssens : Alfred Vulpian
- Bernard Eylenbosch : le docteur Michel Peter, adversaire de Pasteur
- Thierry De Coster : Théodore Vonné
- Philippe van Kessel : Paul Brouardel
- Éric Godon : Napoléon III